# 오사카촌 (군마현)
오사카촌(일본어: 小坂村)은 일본 군마현 간라군에 설치되었던 촌이다.